# Explosión de restaurante en El Cairo
El 4 de diciembre de 2015 un cóctel molotov fue lanzado en el restaurante El Sayad en El Cairo. El fuego resultante mató a 16 personas e hirió a otras seis. El restaurante era también una discoteca y se encuentra en el barrio Agouza de la ciudad de El Cairo.
El restaurante se encuentra en un sótano y no tenía salida de emergencia.